# Rajiformes
Rajiformes zijn een orde van roggen die bestaat uit vier families en 38 geslachten.

## Taxonomie
- Orde: Rajiformes (Roggen)
  - Familie: Anacanthobatidae (Pootroggen) (von Bonde and Swart, 1924)
  - Familie: Arhynchobatidae (Langstaartroggen) (Fowler, 1934)
  - Familie: Gurgesiellidae (De Buen, 1959)
  -  Familie: Rajidae (waaronder vleet, stekelrog en sterrog) (Blainville, 1816)

Voor de herziening uit 2006 vormde de Rajiformes een grote orde waaronder de bekende manta's (adelaarsroggen) en andere soortgroepen roggen zoals de pijlstaartroggen, zoetwaterroggen en doornroggen. Dit zijn nu families binnen de orde Myliobatiformes.
Rajiformes · Torpediniformes · Rhinopristiformes · Myliobatiformes